# Mama (My Chemical Romance-låt)
"Mama" är den femte singeln från My Chemical Romances album, The Black Parade, från 2006. Musikvideon regisserades av sångaren i bandet, Gerard Way. Veteranen Liza Minnelli, som Way säger är en tidig inspirationskälla, sjunger lite i slutet av låten. Singeln skulle egentligen släppas den 12 november 2007, men det blev framskjutet till den 16 november istället.

## Bakgrund
"Mama" var skriven av My Chemical Romance sångare, Gerard Way, för deras tredje studioalbum, The Black Parade. Då de ville ha en kvinnlig röst som "hade mycket karaktär, någon som var väldigt stark, sorgsen", föreslog Way sångerskan Liza Minnelli att sjunga en bit i låten. Way berättade att hans mormor var ett stort fan till Minnelli och att Minnelli gästade låten utan problem. Fast de spelade in med henne, spelade Minnelli in från New York, medan gruppen spelade in från Los Angeles, och har aldrig mött henne personligen. Nära låtens mitt är det en bit som har likheter med "The Trial" av Pink Floyd. Det stöder påståendet att My Chemical Romance sagt att Pink Floyd hade en influens på det här albumet.